# MUD -マッド-
『MUD -マッド-』（Mud）は、2012年のアメリカ合衆国のドラマ映画。監督・脚本はジェフ・ニコルズ。
出演はマシュー・マコノヒー、タイ・シェリダン、サム・シェパード、リース・ウィザースプーンである。第65回カンヌ国際映画祭のコンペティション部門でパルム・ドールを争った。2013年1月にはサンダンス映画祭で上映され、4月26日にアメリカ合衆国で限定公開された。

## あらすじ
14歳のエリス（タイ・シェリダン）はアーカンソーの川岸にある急場ごしらえのボートハウスに両親と暮らしている。
エリスはある朝、親友のネックボーン（ジェイコブズ・ロフランド）に会うため家を抜け出し、ミシシッピ川の島に出かける。
その島の森の木の上に、昔の大洪水の時に引っかかったボートがあったのを、ネックボーンが見つけたからだ。
興奮に胸を躍らせながら二人は木を登り、ボートに乗り込むが、新しいパンや足跡を見つけ、他にもこのボートを見つけた人間がいることに気付く。
島を立ち去ろうと川岸に辿り着いた時、彼らはボートで見たのと同じ足跡の主、マッド（マシュー・マコノヒー）と出会う。
意志が強く堂々としているが、まじないやお守りを信じ、汚い服を身につけ、歯は欠けており、いかにも訳あり気な男で、身を隠している彼は食べ物と引き換えに、彼の隠れ家にしている木の上のボートを渡すことを二人に提案する。
ネックボーンはマッドを怪しみためらうが、エリスは危険でありながら興味を持たずに入られない彼の魅力に押され、食べ物を渡し、二人の間にほのかな友情が芽生える。
そんな中、街で検問が行われ、エリスはマッドが指名手配犯であることを知る。島に戻りマッドにそのことを伝えると、彼は人を殺し警察にも賞金稼ぎにも追われていると打ち明ける。
そんなマッドの心にあるのは、幼なじみで命の恩人で最愛の女性ジュニパー（リース・ウィザースプーン）と再会することだった。
ジュニパーは、粗末なモーテルに身を寄せているが、テキサスの賞金稼ぎやカーヴァー（ポール・スパークス）が常に監視している。
カーヴァーは父親でもあるキング（ジョー・ドン・ベイカー）と共に、自分の弟を殺したマッドを捕まえようとしていたのだ。
エリスとネックボーンはマッドに協力し、ジュニパーにマッドのメッセージを伝えようとモーテルに行くが、カーヴァーがジュニパーにマッドの居所を聞き出そうと乱暴をしているところに出くわし、目を付けられてしまう。
更にエリスにとっての愛やロマンスに対する考えが揺らぐ出来事が次々と起こる。
ジュニパーの不可解な行動、両親の結婚生活の崩壊、思いを寄せる年上の女の子との初めての失恋…。
しかし、エリスはそんな状況の中でも、男女間の暗黙のルールや愛に伴うリスク、失恋の現実などを学びながら、信じるに足りる愛が世の中にあると、マッドに触れ合う中で、徐々に気付き始める…。

## キャスト
| 役名                   | 俳優                         | 日本語吹替     |
| ---------------------- | ---------------------------- | -------------- |
| マッド                 | マシュー・マコノヒー         | 小松史法       |
| ジュニパー             | リース・ウィザースプーン     | あいざわゆりか |
| エリス                 | タイ・シェリダン             | 大原桃子       |
| ネックボーン           | ジェイコブ・ロフランド       | 福井美樹       |
| トム・ブランケンシップ | サム・シェパード             | 堀越富三郎     |
| シニア                 | レイ・マッキノン             |                |
| メアリー・リー         | サラ・ポールソン             |                |
| ガレン                 | マイケル・シャノン           |                |
| キング                 | ジョー・ドン・ベイカー       |                |
| メイベリン・パターソン | サディー・アントニオ         |                |
| カーヴァー             | ポール・スパークス           |                |
| ミラー                 | スチュアート・グリア         |                |
| メイ・パール           | ボニー・スターディバント     |                |
| 助手                   | ジョン・ウォード・ジュニア   |                |
| プリンセス             | クリスティ・バリントン       |                |
| カイル                 | ジョニー・チーク             |                |
| ネルソン               | ケネス・ヒル                 |                |
| ジェームズ             | マイケル・アボット・ジュニア |                |

## 製作
監督・脚本はジェフ・ニコルズが務め、エベレスト・エンターテインメントが出資し、同社とフィルムネーション・エンターテインメントが製作した。ニコルズは1990年代に映画のコンセプトを思いつき、また『ローンスター 真実の囁き』（1996年）を見て以来ずっとマコノヒーを使うつもりであった。まだ学生であったニコルズは、物語を作り上げる際に『トム・ソーヤーの冒険』を含むマーク・トウェインの作品に触発された。彼はまた愛のテーマを反映するように努めた。
ニコルズはマッド役は長年にわたってマシュー・マコノヒーを想定していたと語った。2011年5月にクリス・パインに主演の話が持ちかけられた。8月、マコノヒーがマッド役にキャスティングされ、さらにリース・ウィザースプーンも加わった。ウィザースプーンはニコルズと同じエージェンシーであったため、彼はジュニパー役のために彼女に交渉することができた。
ネックボーン役には2000人以上の少年を対象としたオーディションが行われ、アーカンソー州イェール郡出身のジェイコブ・ロフランドがキャスティングされた。
撮影はニコルズの故郷であるアーカンソー州で2011年9月26日より始まった。同年11月19日に8週間に及ぶ撮影が完了した。アーカンソー州の南部が主要ロケ地となった。

## 公開と評価
2012年5月26日に第65回カンヌ国際映画祭でプレミア上映され、コンペティション部門でパルム・ドールを含む主要賞を争った。ロイターは「プレス・スクリーニングで暖かい拍手を得た」と報じた。『バラエティ』の評論家のジャスティン・チャンとピーター・デブラグは『MUD -マッド-』は同映画祭でお気に入りの作品の1つであると述べ、そしてデブラグは小説『ハックルベリー・フィンの冒険』を彷彿とさせると述べた。
『ガーディアン』のピーター・ブラッドショーは5ツ星満点で3ツ星を与え、「『MUD -マッド-』は2つの明るいリーディング・パフォーマンスがあり、魅力的で格好良い作品となっている」と評した。
カンヌでのプレミア上映の後すぐには配給会社はアメリカでの配給権を獲得しなかった。2012年8月までにライオンズゲートとロードサイド・アトラクションズがアメリカでの配給権を獲得した。2013年1月にサンダンス映画祭で上映され、『Austin American-Statesman』は500人以上の観客により完売したと報じた。
アメリカ合衆国では2013年4月26日に限定公開され、5月10日より拡大された。
批評家のレビュー集積サイトのRotten Tomatoesでは150件のレビューで支持率は98%となっている。またMetacriticでの加重平均値は35件のレビューで76/100となっている。
第29回インディペンデント・スピリット賞において、ロバート・アルトマン賞を受賞した。また、ジェフ・ニコルズが監督賞にノミネートされている。